# Parcieux
Parcieux är en kommun i departementet Ain i regionen Auvergne-Rhône-Alpes i östra Frankrike. Kommunen ligger  i kantonen Reyrieux som ligger i arrondissementet Bourg-en-Bresse. Kommunens areal är 3,14 km². År 2022 hade Parcieux 1 317 invånare.

## Befolkningsutveckling
Antalet invånare i kommunen Parcieux
Referens: INSEE